# Pica Moixó
La Pica Moixó és una muntanya de 806,1 metres que es troba a l'antic municipi de Fígols de Tremp, ara del terme de Tremp, a la comarca de la Pallars Jussà. Està situat a prop i a llevant de Castissent i al sud del Tossal de l'Aleixó. Pel seu vessant de llevant discorre el barranc dels Cantillons.